# 거트루드 (햄릿)
거트루드(Gertrude)는 윌리엄 셰익스피어의 비극 중의 하나인 햄릿에 등장하는 햄릿의 모친으로 덴마크의 왕비이다.  햄릿 왕의 형제였던 클라우디우스 왕이 햄릿 왕을 살해한 뒤 클라우디우스 왕과 결혼한 후로 햄릿 왕자와 관계가 멀어지게 되었다.  그녀의 이름인 거트루드는 12세기 후 덴마크 여왕에게서 온 것이다.  